# Yevgueni Pashutin
Yevgueni Yúrievich Pashutin, en ruso Евгений Юрьевич Пашутин (nacido el 6 de febrero de 1969 en Sochi, Rusia), fue un jugador de baloncesto profesional ruso que jugaba en la posición de base. Después de retirarse como jugador a entrenado diversos equipos rusos y la selección de baloncesto de Rusia. Es el hermano mayor de Zajar Pashutin. Actualmente es entrenador del BC Avtodor Saratov.

## Clubes como jugador
- 1990-1994 Spartak San Petersburgo
- 1994-1995 Dinamo Moscú
- 1995-1999 Avtodor Saratov
- 1999-2000 Maccabi Ra'anana
- 2000-2002 UNICS Kazán
- 2002-2003 CSKA Moscú

## Clubes como entrenador
- 2004-2008 CSKA Moscú (Asistente)
- 2008-2009 BC Spartak Saint Petersburg
- 2009-2010 CSKA Moscú
- 2010-2012 UNICS Kazán
- 2012-2014 Lokomotiv Kuban
- 2014-2016 Selección de baloncesto de Rusia
- 2014-2017 UNICS Kazán
- 2017-2018 Wisconsin Herd (Asistente)
- 2018-2019 Pallacanestro Cantù
- 2019 BC Avtodor Saratov
- 2019-2021 PBC Lokomotiv Kuban
- 2021-2022 BC Uralmash Yekaterinburg
- 2022-presente Parma Basket (Asist.)